# José Manuel Sánchez Guillén
José Manuel Sánchez Guillén (Lorquí, Murcia, España, 6 de junio de 1996), conocido deportivamente como Josema, es un futbolista español que juega como defensa en el Górnik Zabrze de la Ekstraklasa.

## Trayectoria
Nacido en Lorquí, Murcia, Josema se incorporó a las categorías inferiores de la U. D. Almería en 2010, a los 14 años, tras pasar por ADM Lorquí y Nueva Vanguardia CF. El 14 de julio de 2015 fue ascendido a la UD Almería "B". Hizo su debut con el filial almeriense el 23 de agosto, en un empate 0-0 ante el F. C. Jumilla. Marcó su primer gol el 15 de mayo del año siguiente, anotando el tercero de su equipo en un empate 3-3 en Mérida, ya que su equipo ya había descendido.
El 6 de septiembre de 2016 hizo su debut con el primer equipo de la Unión Deportiva Almería, en la derrota en casa 0-2 de la Copa del Rey contra el Rayo Vallecano. El 11 de enero de 2017 fue cedido al Real Murcia hasta junio del mismo año.
El 2 de julio de 2017 firmó un contrato de tres años con el Córdoba C. F., por un traspaso de 500 000 €. Hizo su debut en Segunda División el 19 de agosto, en una derrota en casa 1-2 ante el Cádiz C. F.
El 20 de junio de 2018 fue cedido al F. C. Sochaux-Montbéliard por una temporada. Su préstamo se rescindió el 29 de diciembre y se trasladó al Gimnàstic de Tarragona el 31 de enero de 2019, también de forma temporal.
El 15 de junio de 2019, tras el descenso de categoría del Córdoba C. F., rescindió su contrato con el club cordobés y fichó por el Extremadura U. D. en agosto.
El 17 de enero de 2020 firmó por el Elche C. F. con el que jugó durante la segunda parte de la temporada. En las filas del conjunto alicantino consiguió el ascenso a la Primera División esa misma temporada.
EL 26 de enero de 2022 se hizo oficial su cesión hasta final de temporada al Real Valladolid C. F. tras haber participado en seis partidos ligueros con el equipo ilicitano en la primera parte de la temporada. En Pucela volvió a ser entrenado por Pacheta, con el que ya coincidió en el Elche C. F. En agosto de ese mismo año abandonó nuevamente el conjunto ilicitano, esta vez de manera definitiva, y firmó por dos años con el C. D. Leganés.
El 1 de febrero de 2024, tras acordar la rescisión de su contrato, se marchó a Polonia donde jugó para el Ruch Chorzów y el Górnik Zabrze.

## Clubes
| Club                               | País    | Año       |
| ---------------------------------- | ------- | --------- |
| U. D. Almería "B"                  | España  | 2015-2016 |
| U. D. Almería                      | España  | 2016-2017 |
| Real Murcia C. F. (cedido)         | España  | 2017      |
| Córdoba C. F.                      | España  | 2017-2019 |
| F. C. Sochaux-Montbéliard (cedido) | Francia | 2018      |
| Gimnàstic de Tarragona             | España  | 2018-2019 |
| Extremadura U. D.                  | España  | 2019-2020 |
| Elche C. F.                        | España  | 2020-2022 |
| Real Valladolid C. F. (cedido)     | España  | 2022      |
| C. D. Leganés                      | España  | 2022-2024 |
| Ruch Chorzów                       | Polonia | 2024      |
| Górnik Zabrze                      | Polonia | 2024-     |